# Байшу-Котингиба (микрорегион)

Байшу-Котингиба на карте.

Байшу-Котингиба (порт. Microrregião do Baixo Cotinguiba) — микрорегион в Бразилии, входит в штат Сержипи. Составная часть мезорегиона Восток штата Сержипи. 
Население составляет 	89 663	 человека (на 2010 год). Площадь — 	741,406	 км². Плотность населения — 	120,94	 чел./км².

## Демография
Согласно сведениям, собранным в ходе переписи 2010 г. Национальным институтом географии и статистики (IBGE), население микрорегиона составляет:						
| Полное население                             | Полное население                             | Полное население                             | Полное население                             | 89 663 |
| -------------------------------------------- | -------------------------------------------- | -------------------------------------------- | -------------------------------------------- | ------ |
| в том числе:                                 | Городское население                          | 68 432                                       | Процент городского населения, %              | 76,32  |
|                                              | Сельское население                           | 21 231                                       | Процент сельского населения, %               | 23,68  |
|                                              | Мужское население                            | 43 841                                       | Процент мужского населения, %                | 48,90  |
|                                              | Женское население                            | 45 822                                       | Процент женского населения, %                | 51,10  |
| Плотность населения, чел/км²                 | Плотность населения, чел/км²                 | Плотность населения, чел/км²                 | Плотность населения, чел/км²                 | 120,94 |
| Население микрорегиона в % к населению штата | Население микрорегиона в % к населению штата | Население микрорегиона в % к населению штата | Население микрорегиона в % к населению штата | 4,34   |

## Статистика
- Валовой внутренний продукт на 2004 составляет 1 351 198 474,00 реалов (данные: Бразильский институт географии и статистики).
- Валовой внутренний продукт на душу населения на 2004 составляет 16 425,95 реалов (данные: Бразильский институт географии и статистики).
- Индекс развития человеческого потенциала на 2000 составляет 0,659 (данные: Программа развития ООН).

## Состав микрорегиона
В составе микрорегиона включены следующие муниципалитеты:
1. Кармополис
2. Женерал-Майнард
3. Ларанжейрас
4. Маруйн
5. Риашуэлу
6. Розариу-ду-Катети
7. Санту-Амару-дас-Бротас